# Schweizerkasten

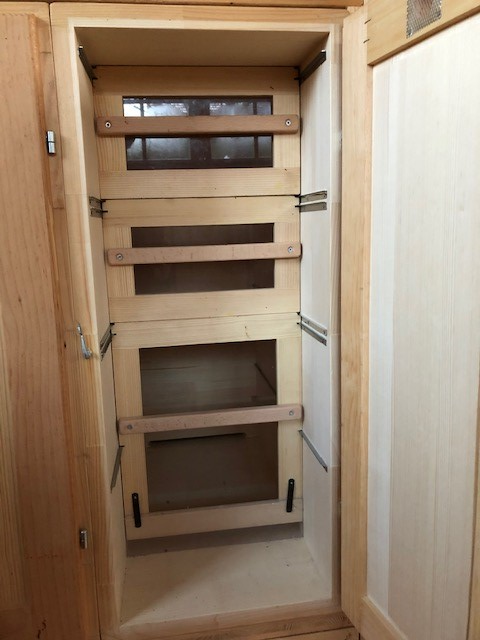
Ansicht von hinten in den Schweizerkasten

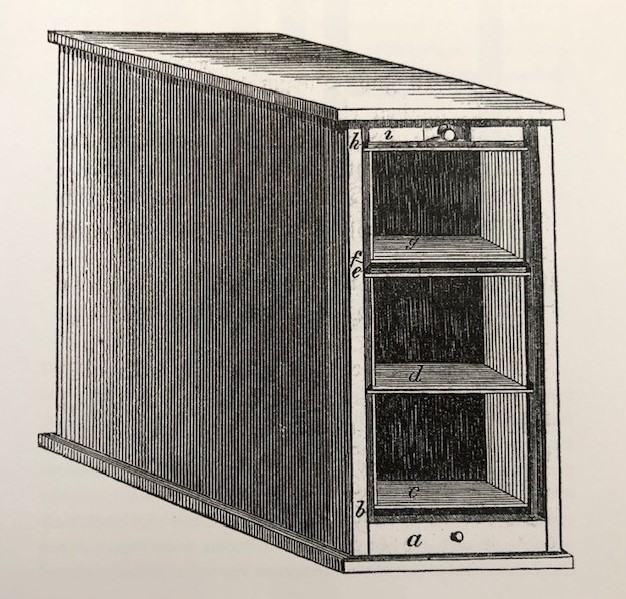
Hinterbehandlungskasten nach Berlepsch 1860

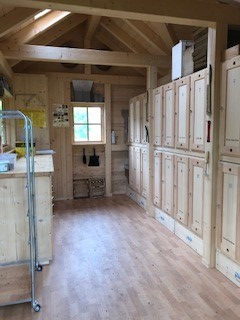
Übereinanderliegende Schweizerkästen in einem Bienenhaus

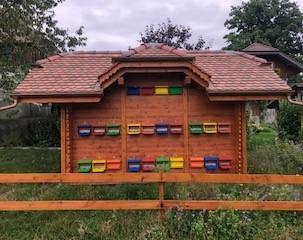
Aussenansicht eines Schweizer Bienenhauses mit Schweizerkästen

Der Schweizerkasten ist eine Hinterbehandlungsbeute, welche vorwiegend in der Imkerei in der Schweiz anzutreffen ist.

## Aufbau
Schweizerkästen sind vergleichbar mit einem kleinen Schrank und werden in Bienenhäusern verwendet, da sie vor Witterung geschützt werden müssen. Inwendig sind Rahmentragleisten montiert auf welchen die Brut- und Honigwaben eingeschoben werden können. Zum Türchen hin wird das Bienenvolk mit einem sogenannten „Fenster“, einer in Holz eingefassten Glasscheibe, verschlossen. Es werden drei Fenster für einen Kasten benötigt. Das unterste grosse Fenster schliesst den Zugang zum Brutraum ab. Die oberen beiden Fenster schliessen die Honigräume ab, welche je nach Trachtlage aufgesetzt werden. Das Flugloch der Bienen befindet sich, aus Sicht des Imkers, am unteren hinteren Ende des Kastens.

## Geschichte
Der Ursprung des Schweizerkasten ist auf den von August von Berlepsch erfundenen Hinterbehandlungskasten zurückzuführen. Die Masse des Schweizerkasten weichen nur wenig von den Massen von Berlepsch's Kasten ab. Christian Bürki aus Liebefeld baute sich 1860 einen Bienenkasten nach dem System Berlepsch. Die Honig- und Brutwaben von Bürki hatten dieselben Masse. Josef Jeker, Pfarrer und Redaktor der Schweizerischen Bienenzeitung, verbesserte um 1880 das Modell Bürki. Er erhöhte die Brutwabe und verkleinerte die Honigwabe. Somit fanden im Bürki-Jenker-Kasten zwei Honigräume platz. Um die Jahrhundertwende wurde die Honigwabe auf die halbe Höhe der Brutwaben erhöht. Der Brut- und der doppelte Honigraum erhielten somit dieselbe Höhe. Diese Version des ursprünglichen Kasten von Berlepsch erhielt den Namen „Schweizerkasten“ und ist in dieser Form noch die am häufigsten verwendete Beuteform in der Schweiz.

## Vorteile
Da die Völker von hinten bearbeitet werden und somit vom Flugloch entfernt, verlaufen die Eingriffe ruhiger. Durch das Fenster kann die Volksentwicklung beobachtet werden ohne das Volk zu stören. Dank den hochformatigen Brutwaben lagern die Bienen schneller Honig in den Honigwaben ab, was dem Imker auch in mageren Honigjahren eine Honigernte beschert. Die Bienen vermögen den Honig im Schweizerkasten besser zu trocknen als in Magazinbeuten. Somit besteht weniger Gefahr von Honig mit zu hohem Wassergehalt. Bei Eingriffen müssen nur Waben und keine ganzen Zargen gehoben werden. Der Rücken wird dadurch geschont.

## Nachteile
Schweizerkästen sind meist teurer in der Anschaffung, schwerer und unhandlicher als Magazinbeuten. Da die Eingriffe von hinten erfolgen, müssen zum Erreichen der vordersten Wabe alle davorliegenden herausgenommen werden. Eine Durchsicht, wie auch die Entnahme der Honigwaben ist somit zeitintensiver als in Magazinen.